# محوطه کرات
محوطه کرات مربوط به صدر اسلام تا سدهٔ ۹ ه.ق است و در شهرستان تایباد، بخش مرکزی، روستای کرات واقع شده و این اثر در تاریخ ۲۴ فروردین ۱۳۸۲ با شمارهٔ ثبت ۸۲۵۵ به‌عنوان یکی از آثار ملی ایران به ثبت رسیده است.